# Théologie politique
 (décembre 2019).
La théologie politique se situe au point de rencontre entre philosophie politique et théologie chrétienne, et se penche en particulier sur la manière dont des concepts et des modes de pensée théologiques peuvent impliquer, justifier ou éclairer des analyses ou des engagements politiques, sociaux, économiques ou leur être sous-jacents. Ce même terme a été utilisé en des sens et au sein de questionnements assez divers suivant les époques et les auteurs.

## De l'Antiquité au Moyen Âge
Une forme de théologie politique apparaît comme théologie de l'empire chrétien avec l'évêque Méliton de Sardes (seconde moitié du IIe siècle) et est reprise plus tard par Eusèbe de Césarée (vers 265–339) après la conversion de Constantin (274-337) et l'édit de Milan (313).
Pour Eusèbe, l’unification politique et l’unification religieuse sont liées ; la grandeur de l’Empire romain et le triomphe du christianisme vont de pair. Le Christ est conçu comme le « maître de l'univers » et le « roi des nations » dont le règne peut susciter la paix et la grâce perpétuelle. L’empereur, dans ce cadre, est le serviteur de Dieu et comme l’image du fils de Dieu : le gouvernement du monde est donné par le Père au Christ-Logos, qui le délègue à l’empereur, et celui-ci règne à l’imitation du Logos, lequel règne sur le monde à l’imitation du Père, roi universel. Le règne de Constantin s’inscrit donc dans le plan de Dieu : l’empereur reçoit aussi la mission d'être guide vers le salut et la foi chrétienne.
Une sorte de métissage entre le christianisme et la vieille idée hellénistique de royauté sacrée s'effectue donc : l’institution impériale et son titulaire continuent d'être sacralisés, mais en régime chrétien, et volontiers l'empereur intervient dans les affaires de l'Église. Ainsi naît le césaropapisme, qui aura une longue postérité dans les royaumes chrétiens ultérieurs.
L'histoire ultérieure est complexe et il n'est pas question de retracer ici tous les événements (voir les articles liés). On peut remarquer que, dans la lignée du césaropapisme, les monarques tendront souvent à intervenir dans le gouvernement des Églises, même en matière de dogme, et ceci tant pour les Églises d'Orient (au moins de Justinien à la crise iconoclaste) que pour, dans une moindre part, l'Église latine (notamment autour d'Otton Ier du Saint-Empire). Ici, le pouvoir temporel veut s'assujettir le pouvoir spirituel.
Des réactions et des luttes suivront. Entre les deux pouvoirs, tantôt l’un veut s’assujettir et dominer l’autre, tantôt un certain équilibre et une certaine distinction des sphères semblent s’établir. Ce sera notamment en Occident la longue lutte du sacerdoce et de l'Empire (cf. aussi les articles sur querelle des Investitures | guelfes et gibelins | Grégoire VII | Innocent III), et en France l’opposition entre Boniface VIII et Philippe le Bel (voir aussi Guillaume de Nogaret | Attentat d'Anagni).
À l’extrême opposé du césaropapisme, certains veulent alors promouvoir une forme de théocratie pontificale, où cette fois-ci le pouvoir spirituel s'assujettirait le pouvoir temporel (cf. les articles Gilles de Rome | Unam Sanctam). On a pu parler d’augustinisme politique pour qualifier cette forme de théologie (même s’il semble bien que les théoriciens de cette tendance ne soient pas vraiment dans une ligne augustinienne).
Dans les faits, aucun des deux pouvoirs ne l’emportera durablement sur l’autre, et les doctrines les plus radicales ne sont pas suivies d’effets aussi radicaux. Ces positions radicales, qui sont à replacer dans leur contexte, ne reflètent d'ailleurs pas la diversité des théologies médiévales, où les relations entre le pouvoir religieux et les royaumes de la chrétienté sont en général envisagées de manière plus cordiale et plus équilibrée.
D'une certaine manière, ces tensions et ces luttes de l'Antiquité et du Moyen Âge auront aidé à mieux distinguer entre eux le pouvoir temporel et le pouvoir spirituel, sans qu'aucun des deux pôles n'absorbe l'autre, à l'opposé de tout césaropapisme et de tout augustinisme politique.

## Philosophie et théologie auXXesiècle
Les questions et les problématiques ont été fortement renouvelées au XXe siècle, notamment avec les travaux de trois universitaires allemands : Carl Schmitt, Erik Peterson et Johann Baptist Metz.

### Théologie politique chez Carl Schmitt
Écrivant au milieu de l'agitation de la République de Weimar (Allemagne), et s'appuyant sur le  Léviathan de Thomas Hobbes, Carl Schmitt (1888-1985) publie sa Politische Theologie en 1922. Il s'agit de quatre études à la fois juridiques et théologiques sur la notion de Souveraineté. Selon Schmitt, seul le souverain peut répondre aux besoins d'une situation « exceptionnelle », où l'urgence exige que l'ordre puisse être rétabli. Il fait valoir que l'État existe pour maintenir sa propre intégrité et ce afin d'assurer l’ordre et la stabilité en temps de crise.
En comparant le domaine politique et le domaine religieux dans cette théologie politique, il montre comment des concepts théologiques s'appliquent à la théorie de l'État. Par exemple, le Dieu religieux devient juge, tandis que le miracle devient l'exception à la jurisprudence. Carl Schmitt veut ainsi montrer que les concepts centraux de la politique moderne proviennent d'anciens concepts théologiques : « Tous les concepts prégnants de la théorie moderne de l'État sont des concepts théologiques sécularisés » (Politische Theologie, ch. 3).
Cet ouvrage a fait de Schmitt l'un des plus importants théoriciens politiques du XXe siècle, mais aussi l'un des plus controversés, d'autant que Schmitt s'associera au régime nazi à partir de 1933.

### La thèse d'Erik Peterson
En 1935, Erik Peterson (1890-1960), spécialiste de la période patristique et théologien opposé aux divers totalitarismes, fait paraître sa fameuse étude Der Monotheismus als politisches Problem (Le monothéisme comme problème politique), histoire politique des idées théologiques dans l'Église primitive, où il s’oppose avec vigueur à Carl Schmitt.
Il y expose sa thèse de la « liquidation de toute théologie politique » par la foi chrétienne. Pour lui, la théologie chrétienne de la Trinité interdit au christianisme de servir de caution à une quelconque entreprise politique de domination, à l’encontre d’un certain « arianisme politique » qui reconduit à la divinisation païenne de l’État.
Peterson conclut alors : « Le concept de théologie politique a été introduit dans la littérature par les travaux de Carl Schmitt, Théologie politique, Munich, 1922… Nous avons tenté ici de démontrer à partir d’un exemple concret l’impossibilité d’une telle théologie politique. »

### Théologie politique chez Johann Baptist Metz
Inspirée à la fois d'Erik Peterson et des philosophes de l'École de Francfort (dont Walter Benjamin et Theodor W. Adorno), une nouvelle théologie politique de « gauche » naît au cours des années 1960 et 1970. Johann Baptist Metz (né en 1928) est au centre de cette nouvelle orientation (face à la « vieille » théologie politique de Carl Schmitt), et cette « nouvelle théologie politique » a fortement influencé la théologie de la libération.
La pensée fondamentale de Metz tourne autour de l'attention à la souffrance d’autrui. Pour Metz, « l'idée de Dieu est une idée pratique » : parler de Dieu, le confesser, le louer, engage un processus historique réel. Metz vise donc à une déprivatisation de la foi, à l’inverse du mouvement qui, depuis les Lumières, avait établi une rupture entre l’existence religieuse et l’existence sociale.
Des théologiens protestants s’inscrivent dans une orientation similaire, tel Jürgen Moltmann (né en 1926), avec son livre fameux Le Dieu crucifié (1974).

### Autres courants
Parmi beaucoup d'autres penseurs chrétiens ayant eu au XXe siècle une réflexion philosophique et théologique sur le politique, on doit, en France, citer Jacques Maritain (1882-1973). Proche au départ de l'Action française de Charles Maurras, il s'en éloigne après 1926, date de la condamnation de l'Action française par la papauté, qui reproche au maurrassisme de subordonner la religion au politique et au nationalisme.
Les encouragements de Maritain à Emmanuel Mounier et à la création de la revue Esprit, sa propre réflexion politique et sociale, qui s'exprime notamment dans son ouvrage L'Humanisme Intégral (1936), sa lutte pour la démocratie, en feront un auteur très lu parmi les catholiques et dans les milieux de la démocratie-chrétienne et de l'Action catholique des années 1930 à 1960. Il pose notamment une distinction (souvent utilisée depuis) en appelant les chrétiens à agir en politique « en chrétien » mais non « en tant que chrétien ». Cette distinction permet, justifie et encourage l'engagement pluraliste des chrétiens dans les domaines « temporels » (partis politiques, syndicats, associations, etc.) et évite les « interférences » de l'Église avec des organisations où elle n'a pas elle-même à s'immiscer.
Très loin des problématiques précédentes, on peut citer le théologien méthodiste américain Stanley Hauerwas (né en 1940), qui défend une théologie au ton nettement confessant et d'un pacifisme radical peu ordinaire. Et c'est également, en un certain sens, une théologie radicalement contestatrice de toute théologie chrétienne de la société civile et politique. En effet, pour Hauerwas, « être chrétien constitue une politique », et « ceux qui ont été appelés par le Christ ont une manière de vivre différente de ceux qui n’ont pas été appelés, et cette manière de vivre constitue une alternative à ce qu’on appelle communément la société — une alternative qui est au cœur de ce projet qui a pour nom le salut. » Il ne s'agit pas, pour le chrétien, de « prendre ses responsabilités » et d'aider, avec d'autres, la société civile, l'État ou la politique à vivre et à se renouveler ; il s'agit de vivre sa vie de chrétien, faisant donc société par la communauté de foi : « Le christianisme est principalement une affaire de politique — politique au sens où l’Évangile l’entend. L’appel de la Bonne Nouvelle est un appel joyeux à être adopté par un peuple étranger [alien people], pour s’intégrer à un phénomène contre-culturel, une nouvelle polis appelée Église ». Forme d'un communautarisme généralement étranger à la tradition européenne continentale, la pensée d'Hauerwas montre en tous cas que les débats sur la théologie politique sont loin d'être achevés.